# Ara atwoodi
Ara atwoodi é uma espécie extinta de arara que pode ter sido endêmica de Dominica, no Caribe. Ela só é conhecida através dos escritos do zoólogo Thomas Atwood em 1791.